# Episodi di Go, Dog. Go! (quarta stagione)
La quarta stagione di Go, Dog. Go! negli USA è stata distribuita il 27 novembre 2023 su Netflix.
In Italia è stata distribuita su Netflix dal 27 novembre 2023.
| nº | Titolo italiano                       | Titolo inglese                 | Prima TV USA     | Prima TV Italia  |
| -- | ------------------------------------- | ------------------------------ | ---------------- | ---------------- |
| 1  | Code sui sedili                       | Tails in the Seats             | 27 novembre 2023 | 27 novembre 2023 |
| 1  | Distrazione a bordo strada            | Roadside Distraction           | 27 novembre 2023 | 27 novembre 2023 |
| 2  | Una consegna difficile                | Tough Cookies                  | 27 novembre 2023 | 27 novembre 2023 |
| 2  | Il compleanno magico                  | More Than Meets the Tie        | 27 novembre 2023 | 27 novembre 2023 |
| 3  | Sindaco Scheggia                      | Tail to the Chief              | 27 novembre 2023 | 27 novembre 2023 |
| 3  | Inseguitori e masticatori: Parte due  | Chaser and Chewer: Part Chew   | 27 novembre 2023 | 27 novembre 2023 |
| 4  | Un mago con i cani                    | The Puppy Whisperer            | 27 novembre 2023 | 27 novembre 2023 |
| 4  | Il libro dei record mondiali dei cani | Doggy Book of World Records    | 27 novembre 2023 | 27 novembre 2023 |
| 5  | La gara zampastica                    | The Pawmazing Race             | 27 novembre 2023 | 27 novembre 2023 |
| 6  | Un ponte per Miaobuquerque            | Bridge to Meowbuquerque        | 27 novembre 2023 | 27 novembre 2023 |
| 6  | Armonia in pericolo                   | No Part Harmony                | 27 novembre 2023 | 27 novembre 2023 |
| 7  | Felice pa-garage-anniversario         | Happy Pawtomotiversary         | 27 novembre 2023 | 27 novembre 2023 |
| 7  | Pancia mia, fatti lasagna             | Winner, Winner, Lasagna Dinner | 27 novembre 2023 | 27 novembre 2023 |
| 8  | Cane, motore, azione!                 | Bites, Camera, Action!         | 27 novembre 2023 | 27 novembre 2023 |
| 8  | Tranquillo, cane, tranquillo!         | Stay, Dog. Stay!               | 27 novembre 2023 | 27 novembre 2023 |
| 9  | Torti quel che torta                  | Whatever It Cakes              | 27 novembre 2023 | 27 novembre 2023 |
| 9  | Il giorno del cappello                | Haturday                       | 27 novembre 2023 | 27 novembre 2023 |
| 10 | Dolcetto o furbetto                   | Trick or Thief                 | 27 novembre 2023 | 27 novembre 2023 |
| 10 | Mialoween                             | Meow-Lo-Ween                   | 27 novembre 2023 | 27 novembre 2023 |
| 11 | I croccantini problematici            | The Trouble with Kibbles       | 27 novembre 2023 | 27 novembre 2023 |
| 11 | La strada della gentilezza            | Road to Kindness               | 27 novembre 2023 | 27 novembre 2023 |
| 12 | La targhetta di Scheggia              | How Tag Got Her Tag            | 27 novembre 2023 | 27 novembre 2023 |
| 12 | Il lanciacopertina                    | Blankie Blaster                | 27 novembre 2023 | 27 novembre 2023 |
| 13 | Inseguitori e masticatori: Parte tre  | Chaser and Chewer: Part Flea   | 27 novembre 2023 | 27 novembre 2023 |
| 13 | L'audizione                           | Sing for Your Pupper           | 27 novembre 2023 | 27 novembre 2023 |
| 14 | Il canathlon                          | Dogcathalon                    | 27 novembre 2023 | 27 novembre 2023 |